# Rose Boucher
Rose Boucher est un des personnages principaux de la série québécoise Tactik, interprétée par la comédienne Laurence Carbonneau. Rose est la plus jeune de la gang. Elle a été abandonnée par son père à l'âge de cinq ans et est allée en tout dans neuf familles d'accueil .

## Comportement
En général, Rose est une fille un peu marginale, méfiante, rebelle et orgueilleuse. Elle s'intéresse aux choses laides et sa chambre est affreuse. De plus, elle aime les arts sous toutes ses formes et s'intéresse aux graffitis. Rose est comme une hybride, ce qui veut dire qu'elle est mi-ange mi-démon, parce qu'elle a parfois mauvais caractère et a l'habitude de se fâcher facilement. Par contre, c'est tout de même une bonne amie, malgré sa vigilance. Elle est aussi, très sensible, et parfois un peu timide. Elle est aussi très directe et sûre d'elle, et n'est pas timide de dire sa façon de penser. Elle a la manière de se fâcher impulsivement et à un caractère fort. Rose a également le trouble du déficit de l'attention.
Rose a été abandonnée par ses parents, elle est une jeune fille recrutée par la DPJ depuis l'âge de cinq ans. Mais c'est avec les Langevin que Rose a trouvé sa vraie famille. Avec une mère aimante et deux frères parfois moqueurs, mais toujours protecteurs, Rose tente plus bien que mal, trouvé sa place dans le monde, y compris dans sa famille. Rose a son propre style. Elle porte parfois des bonnets sur la tête, et même des foulards (dans le cou). D'ailleurs, elle collectionne des affaires laides. Rose aime aussi les arts, mais à sa manière, comme, elle a un corps de lion, mais met une tête de chat a la place de la tête du lion. Elle adore peinturer et elle a peinturé une rose (référence à son nom) dans sa chambre. Son idole est Camille Paradis, la blonde de son frère adoptif, David.

### Saison 1
Dans l'épisode L'arrivée des reines, Rose aménage chez les Langevin, ce qui fera sa neuvième famille d'accueil. Rose est bien-aimée de la part de sa mère adoptive, Suzanne, mais cependant, ses deux frères adoptifs, David et Samuel, n'apprécient pas vraiment son arrivée, car elle attire toute l'attention depuis son arrivée chez eux. Pour mieux s'intégrer à la gang de Valmont, Rose s'inscrit dans une équipe de handball féminine, où elle fait la rencontre d'une jeune fille, Marie-Abeille, qui deviendra rapidement très proche d'elle malgré de nombreuses tensions. Mais Rose devra faire face à Lorane, la capitaine de l'équipe, fille gâtée et insupportable. Après de nombreuses hésitations, Rose quitte l'équipe de handball. Plus tard, elle devient la gardienne de but de l'Épik, l'équipe de soccer de son frère adoptif Samuel. Cependant, au début de son arrivée, il ne l'apprécie pas, puisqu'il ne la supprorte plus chez lui. Mais lorsque Rose leur fait remporter une victoire contre les Crampons, Samuel la considère comme sa sœur. 

### Saison 2
Rose célèbre la victoire de l'Épik contre les Crampons. Cependant, Rick Vallières (le directeur de la ligue ainsi qu'entraîneur des Crampons) vient mettre des bâtons dans les roues de l'Épik, en faisant un échange d'entraîneur. Pendant deux semaines, Reda (son entraîneur) entraînera les Crampons, tandis que les joueurs de l'Épik devront soutenir Vallières. Au renvoi de Reda (bien plus tard), Rose travaille à arrache-pied avec Dalie (joueuse de l'Épik), pour former une équipe de filles, puisque le sournois de Vallières les a aussi renvoyés de la ligue, puisqu'il veut faire des équipes seulement masculines. Elle recrute entre autres Abeille. Heureusement, Rose et Dalie réussissent à faire une équipe de filles, qui s'appelle l'Unik, qui ressemble beaucoup a l'Épik. Bien sûr, Rose est la gardienne de but. Mais Lorane fait aussi partie de l'Unik. Rose et Abeille, qui ont déjà joué avec elle au handball, ne veulent pas encore la supporter et essaient de la renvoyer de l'équipe, malgré les réticences de Dalie. Finalement, elles acceptent Lorane. Rose est également nommée responsable des décors de la troupe de théâtre du centre communautaire. À la fin de la saison, elle s'enva trois semaines chez son père biologique en Ohio et elle est la première au courant du baiser de Samuel et Dalie.

### Saison 3
Rose est encore aux États-Unis chez son père, en vacances. Elle revient dans le milieu de la saison. Mais quand elle revient, rien ne se passe comme prévu: sa meilleure amie, Abeille, a traité son projet d'arts au théâtre, d'amateur, et lui vole sa place dans les buts. Aussi, elle doit supporter le fait qu'elle aura des broches, mais surtout, l'arrivée dans son école secondaire risque d'être pour elle, tout un défi..Rose rencontrera Antony dans la quatrième saison.